# Cryphia tibetica
Cryphia tibetica är en fjärilsart som beskrevs av Max Wilhelm Karl Draudt 1950. Cryphia tibetica ingår i släktet Cryphia och familjen nattflyn, Noctuidae. Inga underarter finns listade i Catalogue of Life.